# Woodlawn Memorial Cemetery
Woodlawn Memorial Cemetery is een begraafplaats gelegen in Santa Monica in de Verenigde Staten. Op deze begraafplaats liggen tal van beroemdheden begraven.
Een overzicht van beroemdheden die hier begraven liggen:
- George Bancroft (1882-1956)
- Charles Bickford (1891–1967)
- Barbara Billingsley (1915-2010)
- Janet Blair (1921-2007)
- Roberts Blossom (1924–2011)
- Leo Carrillo (1881–1961)
- Henry Daniell (1894-1963)
- Vernon Duke (1893-1969)
- Lion Feuchtwanger (1884–1958)
- Glenn Ford (1916-2006)
- William Haines (1900–1973)
- Paul Henreid (1908-1992)
- Phil Hill (1927-2008)
- Harvey Korman (1927-2008)
- Doug McClure (1935–1995)
- Red Norvo (1908–1999)
- Christabel Pankhurst (1880-1958)
- Sally Ride (1951-2012)
- Mitch Ryan (1934–2022)
- Elzie Segar (1894-1938)
- May Sutton (1886–1975)